# Biloritschyzja
Biloritschyzja (ukrainisch Білорічиця; russisch Белоречица Beloretschiza) ist ein Dorf im Süden der ukrainischen Oblast Tschernihiw mit etwa 600 Einwohnern (2022).

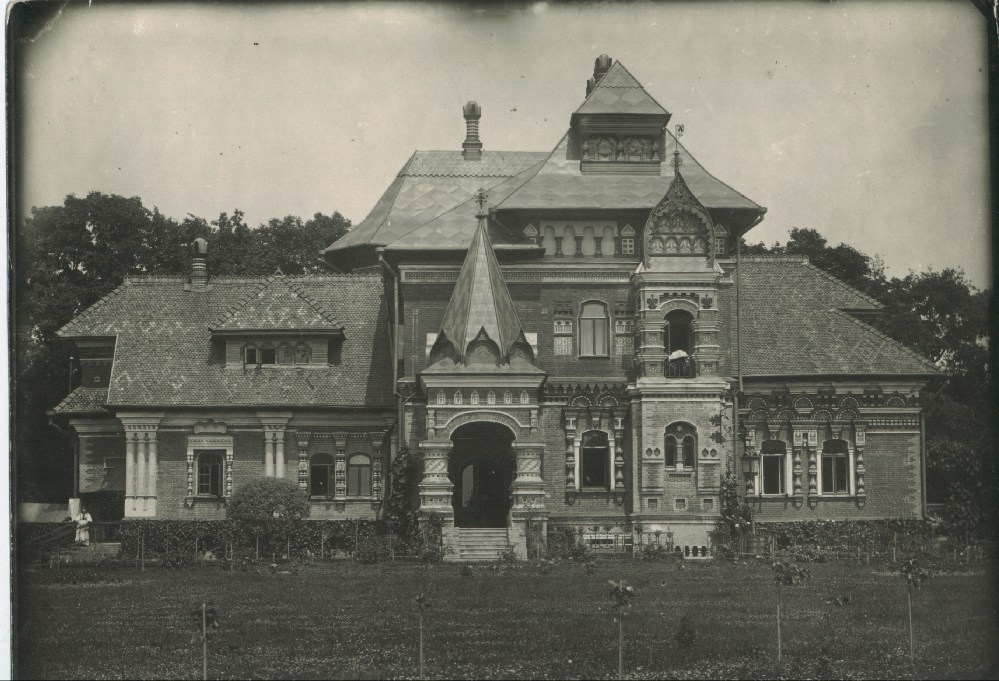
Herrenhaus im Dorf (1914)

Das 1600 gegründete Dorf wurde 1629 erstmals schriftlich erwähnt. Taras Schewtschenko besuchte das Dorf, das bis 1945 Wejsbachiwka (Вейсбахівка) hieß, im Jahr 1844.
Die Ortschaft liegt 34 km nordwestlich vom Rajonzentrum Pryluky und 125 km südöstlich vom Oblastzentrum Tschernihiw.
Am 14. Juni 2019 wurde das Dorf ein Teil neugegründeten Landgemeinde Suchopolowa, bis dahin bildete es zusammen mit den Dörfern Baschaniwka (Бажанівка), Borotba (Боротьба) und Dymyriwka (Димирівка) die gleichnamige Landratsgemeinde Biloritschyzja (Білорічицька сільська рада/Biloritschyzka silska rada) im Nordwesten des Rajons Pryluky.